# História de Sheffield

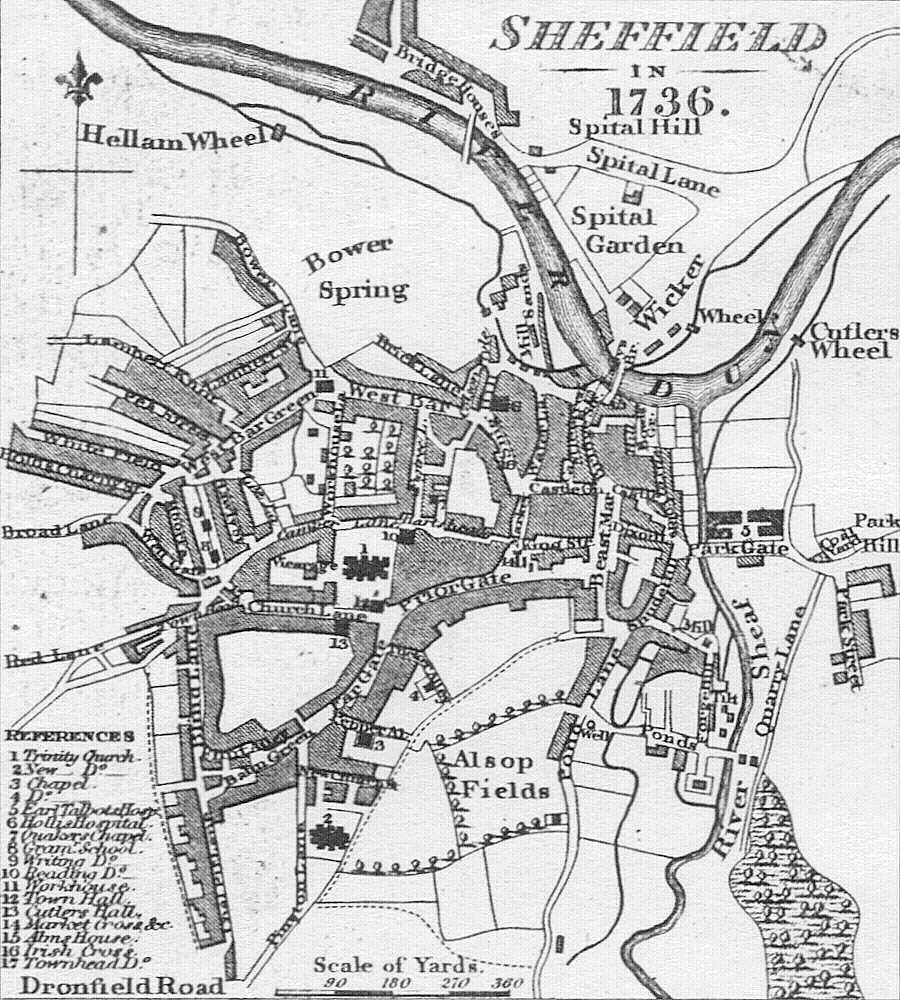
Um mapa de 1736 de Sheffield.

A história de Sheffield, uma cidade no Sul de Yorkshire, na Inglaterra, pode ser datada desde a fundação de um povoado em uma clareira ao lado do rio Sheaf, na segunda metade do 1º milénio a.C. A ocupação humana, na área hoje conhecida como Sheffield, remonta à última idade do gelo, mas um crescimento significativo nos assentamentos, que estão agora incorporados na cidade, não ocorreu até à Revolução Industrial.
No seguimento da conquista Normanda da Inglaterra, o castelo de Sheffield foi construído para controlar as colónias saxónicas e Sheffield tornou-se numa cidade pequena, não maior do que o actual Centro da Cidade de Sheffield. Por volta do século XIV Sheffield adquiriu fama devido à produção de facas, e por volta do século XVII, supervisionada pela Empresa de cutelaria de Hallamshire, a cidade tornou-se o segundo centro de produção de talheres na Inglaterra, depois de Londres. Na década de 1740, o  processo do cadinho de ferro foi melhorado pelo residente de  Sheffield, Benjamin Huntsman, permitindo uma melhor qualidade de produção. Ao mesmo tempo, Sheffield plate, uma forma de galvanização de prata, foi inventado. As indústrias associadas conduziram ao rápido crescimento de Sheffield; em 1843, a cidade foi incorporada como uma vila, e recebeu uma carta de foral, em 1893.
Sheffield manteve-se uma importante cidade industrial, durante a primeira metade do século XX, mas a desaceleração do comércio mundial, a seguir, à crise petrolífera de 1973, melhorias tecnológicas e economias de escala, e um grande alcance de reestruturação da produção de aço em toda a Comunidade Económica Europeia conduziu ao encerramento de muitas das aciarias a partir do início da década de 1970 em diante. Planos de regeneração urbana e económica foram iniciados no final da década de 1980. O centro da cidade foi marcada pelas lojas vazias e as melhorias foram interrompidas pela Grande Recessão.

## História primitiva

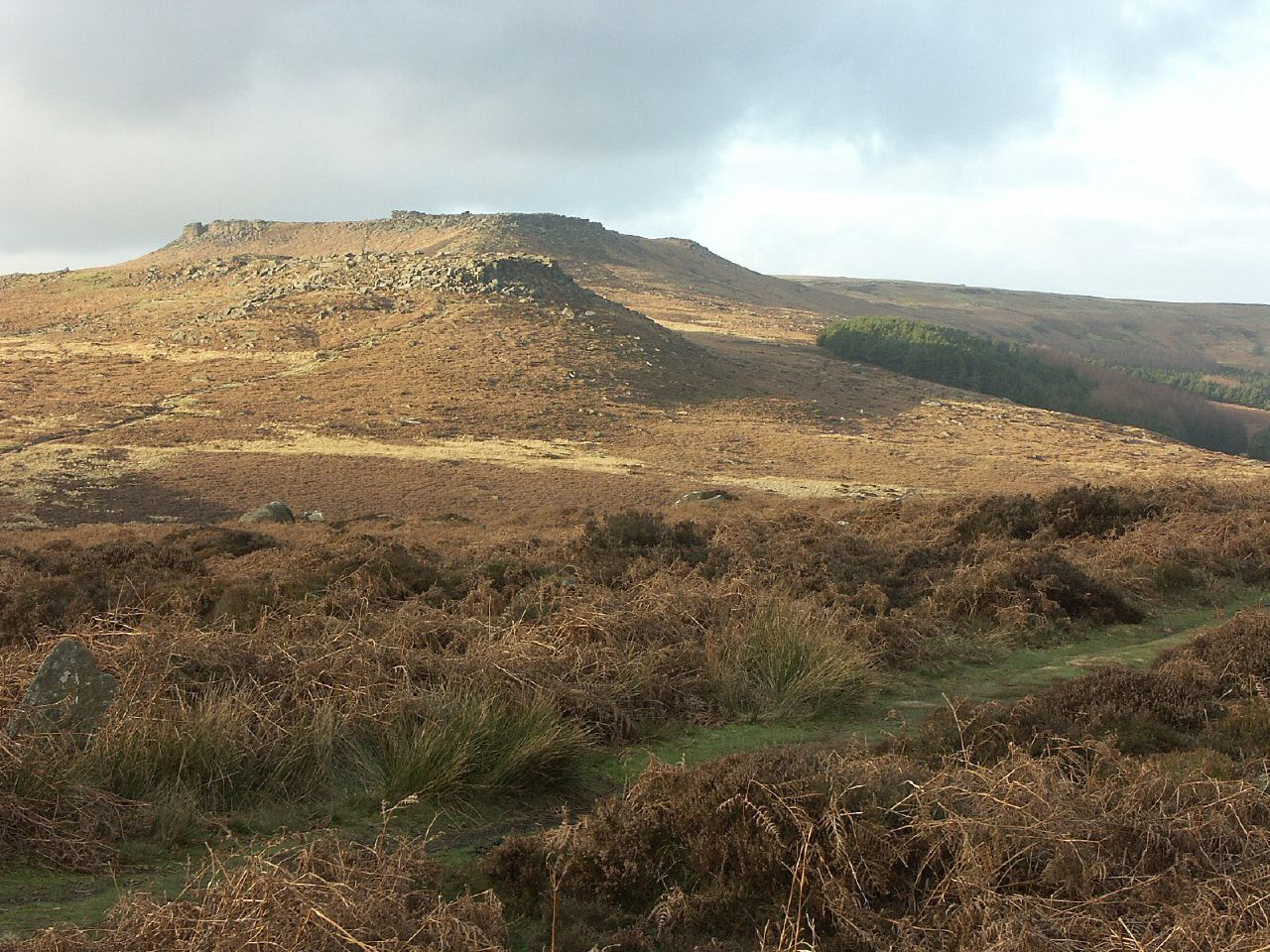
Carl Wark, um forte, reminiscente da Idade do Ferro, numa colina no sudoeste de Sheffield.

As mais antigas evidências de ocupação humana na área de Sheffield foram encontradas em Creswell Crags , a leste da cidade. A arte rupestre e artefactos, que foram encontrados por arqueólogos em cavernas neste local, foram identificados como sendo pertencentes ao Paleolítico Superior, à cerca de, pelo menos, 12,800 anos atrás. Outros vestígios pré-históricos encontrados em Sheffield incluem uma "casa" do Mesolítico —um círculo de pedras com a forma das fundações de uma cabana datada de cerca de 8000 a.C., encontrada em Deepcar, na parte norte da cidade.
Durante a Idade do Bronze (cerca de 1500 A.C.) tribos por vezes chamadas de povo Urn começaram a estabelecer-se na área. Estas tribos construíram numerosos círculos de pedra, como os que podem ser encontrados em  Moscar Moor, Froggatt Borda e orla de Hordron  (Hordron Borda do círculo de pedras). Em 1887, foram encontradas duas urnas do início da Idade do Bronze em Crookes, bem como três carrinhos de mão de meados da Idade do Bronze  em Lodge Moor (ambos subúrbios da cidade moderna).

### Idade Do Ferro
Durante a Idade do Ferro na Bretanha, a área tornou-se o território mais a sul da tribo  Pennine chamada Brigantes. Pensa-se que esta tribo haverá construído o castro, que fica no cume de uma colina íngreme, Wincobank, no que hoje é o sudoeste de Sheffield, acima do rio Don, por volta de 500 a.C. Outros castros da Idade do Ferro na área são: Carl Wark em Hathersage Moor no sudoeste de Sheffield, e outro em Scholes Wood, perto de Rotherham. Os rios Sheaf e Don podem ter formado a fronteira entre o território dos Brigantes e o de uma tribo rival chamada Corielauvi que ocupavam uma grande área do nordeste Midlands.

### Grã-Bretanha Romana
A invasão Romana da Grã-Bretanha começou em  43 a.C. Em 51 a tribo Brigantes tinha-se submetido ao poder de Roma, tendo sido colocados, eventualmente, sobre a égide de Roma no início dos anos 70. Alguns vestígios romanos  foram encontrados na área de Sheffield. Uma estrada romana menor que ligava as fortalezas romanas de Templeborough a Brough-no-Noe , possivelmente, percorreu a área que hoje engloba o centro da cidade moderna, e pensa-se que a rua de Icknield terá contornado os limites desta estrada. As rotas dessas estradas dentro desta área são desconhecidas, embora secções da antiga estrada ainda possa ser vistas entre Redmires e Stanage, e vestígios, possivelmente relacionados a este último, foram mais tarde descobertos em Brinsworth em 1949.
Em abril de 1761, tábuas do período Romano foram encontradas no Vale Apreciam no sul de Stannington, perto do provável curso da estrada entre Templeborough e Brough-no-Noe. Estas tábuas atribuíam a cidadania e posse de terra ou dinheiro ao auxiliar romano de Sunuci, uma tribo da Bélgica, para este se aposentar. Além disso, houve outras descobertas que  datam do período Romano em Walkley Banco de Estrada, que segue para o fundo do vale.
Houve pequenos achados de moedas Romanas em todo a área de Sheffield, por exemplo, 19 moedas foram encontradas perto de Meadowhall em 1891, e outras 13 em Pitsmoor em 1906, e 10 moedas foram encontradas num local perto do cemitério de Eckington, em dezembro de 2008. Também foram encontradas urnas romanas na Bank Street, perto da Catedral de Sheffield, que, juntamente com o nome da antiga ruela atrás da igreja (Campo Lane), levou à especulação de que pode ter havido um acampamento Romano neste local. É pouco provável que o povoado que deu origem a Sheffield existisse nesta altura. Em 2011, escavações revelaram restos de uma substancial propriedade rural romana, do século I ou II, ou "villa" no que se acredita ser o local de uma quinta Brigantina preexistente em Whirlow Hall Farm no sudoeste de Sheffield.
Após a saída dos Romanos, a área de Sheffield pode ter feito parte do reino Celta de Elmet, com os rios Sheaf e Don a fazerem uma bareira natural entre este reino e o reino de Mércia. Gradualmente, os colonos de Angles foram para o oeste do reino de Deira. Os Bretões de Elmet atrasaram esta expansão inglesa até ao início do século VII. Uma presença duradoura dos Celtas dentro desta área é evidenciada pelos assentamentos conhecidos como País de Gales e Waleswood perto de Sheffield—a palavra  Gales, deriva da palavra Germânica Walha, e foi originalmente utilizada pelos Anglo-Saxões para se referir aos nativos Bretões.

## As origens de Sheffield

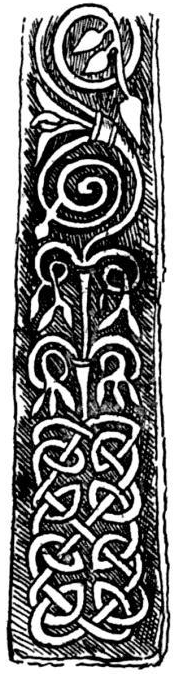
Cruz de Sheffield do século IX

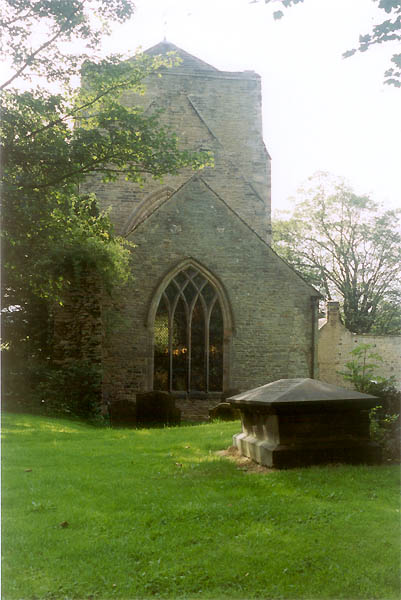
Vestígio de [//en.wikipedia.org/wiki/Beauchief_Abbey Beauchief Abbey].

O nome de Sheffield tem como origem Inglês arcaico . Que deriva do Rio Sheaf, cujo nome é uma detor+pação do vocábulo Shed ou sheth, que significa dividir ou separar. Field é um sufixo genérico que deriva doinglês arcaico feld, o que significa uma clareira. É provável, então, que a origem da atual cidade de Sheffield seja uma acampamento Anglo-Saxão numa clareira ao lado da confluência dos rios Sheaf e Don fundada entre a chegada dos Anglo-Saxões à região (por volta do século VI) e o início do século IX.
Os nomes de muitas das outras áreas de Sheffield que provavelmente foram aacampamentos durante este período terminam em ley, o que significa uma clareira , ou ton, o que significa uma quinta fechada. Estes acampamentos incluem Heeley, Longley, Norton, Owlerton, Southey, Tinsley, Totley, Wadsley, e Walkley.

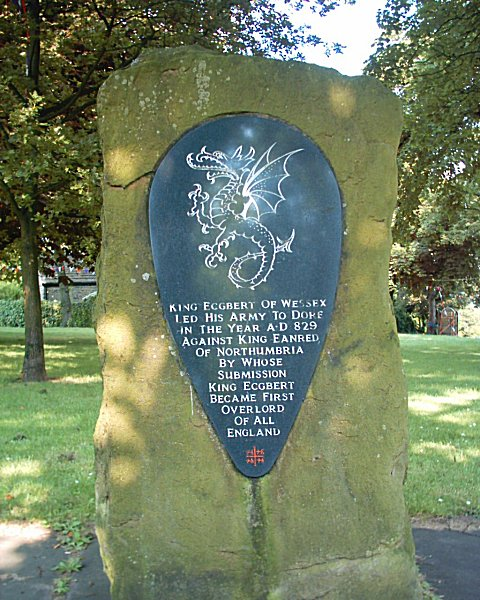
Um monumento em Dore a comemorar a vitória do Rei Egbert.

Pensasse que a primeira evidência deste acampamento seja o  eixo de uma cruz de pedra que data do início do século IX, que foi encontrado em Sheffield, no início do século XIX. Este eixo pode ser parte de uma cruz removida do jardim da igreja paroquial de Sheffield  (agora conhecida como Catedral de Sheffield ), em 1570. Esta eixo está agora guardado no Museu Britânico.
Um documento contemporâneo do achado anterior, uma entrada do ano 829 no Anglo-Saxon Chronicle, refere-se à resignação do Rei Eanred de Northumbria ao Rei Egbert de Wessex, no povoado de Dore (agora um subúrbio de Sheffield): "Egbert liderou um exército contra os Northumbrianos até Dore, onde se encontraram com ele, e ofereceu termos de obediência e submissão, com a aceitação eles voltaram para casa". Este evento fez de Egbert o primeiro Saxão a reivindicar ser rei de toda a Inglaterra.
A última parte do século IX viu uma onda de colonos Nórdicos (viquingues) e a subsequente criação do aquartelamento de Danelaw. Os nomes de povoados estabelecidos por estes colonos, muitas vezes, terminam em thorpe, o que significa "quinta". Exemplos de tais assentamentos em Sheffield são Grimesthorpe, Hackenthorpe, Jordanthorpe, Netherthorpe, Upperthorpe, Waterthorpe, e Woodthorpe. Em 918, os Dinamarqueses do sul do Humber submeteram-se ao Edward, o Velho, e em 926 Northumbria estava sob o controle do Rei Æthelstan.
Em 937, os exércitos combinados de Olaf Guthfrithson, o rei viquingue de Dublim, Constantino, o rei da Escócia, e o rei Owain de Strathclyde, invadiram a Inglaterra. A força invasora foi enfrentada e derrotado por um exército de Wessex e Mércia liderado pelo rei Æthelstan na Batalha de Brunanburh. O local de Brunanburh é desconhecido, mas alguns historiadores sugerem um local entre Tinsley em Sheffield e Brinsworth em Rotherham, nas encostas de White Hill. Após a morte do Rei Athelstan em 939, Olaf III Guthfrithson, invadiu novamente a Inglaterra e assumiu o controle de Northumbria e parte de Mércia. Posteriormente, os Anglo-Saxões, sob o comando de Edmund, re-conquistaram Midlands, chegando a Dore, em 942, e capturaram Northumbria em 944.
O Livro Domesday de 1086, que foi compilado no seguimento da Conquista Normanda de 1066, contém a mais antiga referência conhecida aos distritos ao redor de Sheffield, como a mansão de "Hallun" (ou Hallam). Esta mansão manteve a seu senhor saxão, Waltheof, por alguns anos após a conquista. A escrita de Domesday foi ordenada por William, o Conquistador, de modo a atestar a importâcia dos distrito e das herdades Inglaterra . Domesday está escrito em taquigrafia latina; o excerto para esta área diz:
TERRA ROGERII DE BVSLI
M. hi Hallvn, cu XVI bereuvitis sunt. XXIX. carucate trae
Ad gld. Ibi hb Walleff com aula...
Traduzido significa:
TERRAS DE ROGER DE BUSLI
Em Hallam, uma herdade com as seus dezasseis aldeias, tem vinte e nove carucates [~14 km2] a serem taxados. Lá, Earl Waltheof, teve uma "Aula" [hall ou tribunal]. Pode ter havido cerca de 20 arados. Roger de Busli detém da condessa Judith esta terra. Ele possui nesta terra dois carucados [~1 km2] e trinta e três vilões possuem doze carucados e meio [~6 Km2]. Existem oito acres [ 32,000 Km2] de prado, e madeira para pastorear, quatro leuvae de comprimento e quatro de largura [~10 Km2]. Toda a herdade mede dez leuvae em comprimento e oito de largura [207 km2]. No tempo de Eduardo, o Mártir foi avaliado em oito marcos de prata [£5.33]; e agora quarenta xelins [£2.00].
Em Attercliffe e Sheffiel, duas fazendas, Sweyn tinha cinco carucados de terra [~2.4 km2] a serem taxados. Pode ter havido três arados. Diz-se que este domínio poderá ter pertencido à fazenda de Hallam.
A referência é a Roger de Busli, arrendatário-chefe no Domesday e um dos maiores da nova onda de magnatas normandos. Waltheof, Conde de Northumbria tinha sido executado em 1076 por ter tomado parte numa revolta contra William I. Ele foi o último conde Anglo-Saxónico que persistiu na Inglaterra uma década após a conquista Normanda. As suas terras passaram para a sua esposa, Judith da Normandia, sobrinha de William, o Conquistador. As terras foram mantidas em seu nome, por Roger de Busli.
O Livro Domesday refere-se a Sheffield duas vezes, primeiro como Escafeld, em seguida, mais tarde, como Scafeld. Historiador de Sheffield, S. O. Addy, sugere que a segunda forma, pronunciado Shaffeld, é a forma mais verdadeira, como a ortografia Sefeld é encontrado num documento emitido há menos de cem anos após a conclusão da pesquisa. Addy comenta que o E na primeira forma pode ter sido adicionado por engano, por um escriba normando.
Roger de Busli morreu por volta do fim do século XI, e foi sucedido pelo seu filho, que morreu sem um herdeiro. A fazenda de Hallamshire passou para William de Lovetot, o neto de um barão normando que veio para inglaterra com o conquistador William de Lovetot fundou as igrejas paroquiais de St Mary em Handsworth, St Nicholas em High Bradfield e St. Mary's em Ecclesfield no início do século XII juntamente com a igreja paroquial de Sheffield. Ele também construiu o castelo de Sheffield original em madeira, o que estimulou o crescimento da cidade.
Também datam desta época: a Abadia de Beauchief, que foi fundada por Robert FitzRanulf de Alfreton. A abadia foi dedicada a Santa Maria e São Thomas Becket, que haviam sido canonizados em 1172. Thomas Tanner, escreveu em 1695, afirmou que ele foi fundado em 1183. Samuel Pegge na sua História da Abadia de Beauchief  nota que Albinas, o abade de Derby, que foi um dos que assinaram a carta de fundação, morreu no ano de 1176, colocando a fundação da abadia antes dessa data.

## Sheffield Medieval
Após a morte de William de Lovetot, a mansão de Hallamshire passou para o seu filho, Richard de Lovetot e, em seguida, ao seu filho William de Lovetot antes de ser passada, por casamento, a Gerard de Furnival em cerca de 1204. Os Furnivals foram donos da mansão nos 180 anos seguintes. O quarto senhor de Furnival, Thomas de Furnival, apoiou Simon de Montfort, na Segundo Guerra dos Barões. Como resultado, no ano de 1266 um grupo de barões, liderado por John de Eyvill, marchando a partir do norte de Lincolnshire para Derbyshire passaram através de Sheffield e destruíram a cidade, queimando a igreja e o castelo.
Um novo castelo de pedra foi construído ao longo dos seguintes quatro anos, e uma nova igreja foi consagrada por William de Wickwane o Arcebispo de York,em torno de 1280. Em 1295 Thomas de Furnival filho (também Thomas) foi o primeiro senhor de Hallamshire a ser chamado ao Parlamento, assumindo assim o título de Senhor Furnivall. A 12 de novembro de 1296 Eduardo I concedeu a permissão (através de uma carta) para a realização de um mercado a ser em Sheffield, na terça-feira de cada semana. Esta foi seguido, a 10 de agosto de 1297, por outra carta do Senhor Furnival estabelendo Sheffield como um bairro livre.
O Sheffield Town Trust foi estabelecido na Carta da Cidade de Sheffield, concedido em 1297. De Furnival, concedeu terra aos camponeses livres de Sheffield, em troca de um pagamento anual, e a administração da Comon Burgery. O Burgery originalmente consistia em reuniões públicas de todos os camponeses livres, que elegiam um colector da cidade. Mais Duas gerações de Furnivals detiveram Sheffield antes de esta propriedade passar por casamento para Sir Thomas Nevil e, em seguida, em 1406, para John Talbot, o primeiro Conde de Shrewsbury.

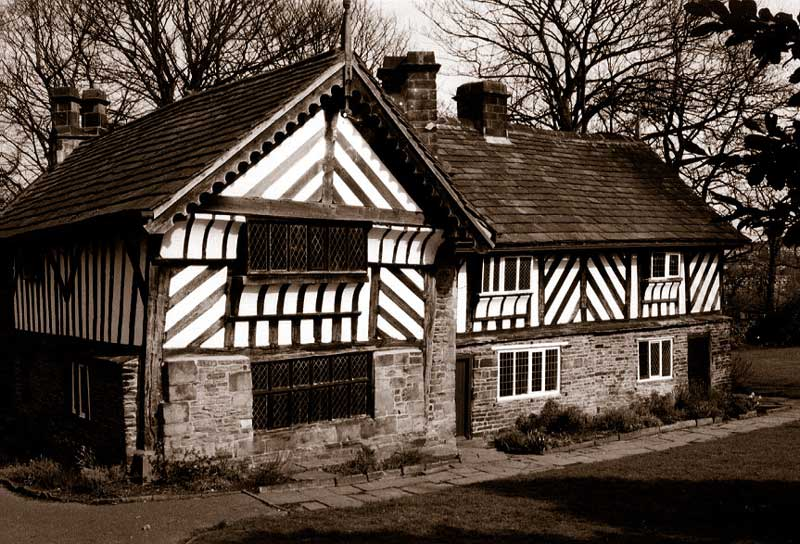
A casa do bispo.

Em 1430 a igreja paroquial de Sheffield de 1280 foi derrubada e substituída. Partes dessa nova igreja ainda se mantêm hoje e é o edifício mais antigo do centro da cidade de Sheffield, formando o núcleo da Catedral de Sheffield Catedral. Outros edifícios notáveis, deste período, que sobreviveram foram: o pub Old Queen's Head em Pond Hill, que data de cerca de 1480, ainda mantém a sua estrutura de madeira original, e a Casa do Bispo e Broom Hall, ambos construídos por volta de 1500.
O quarto Conde de Shrewsbury, George Talbot estabeleceu residência em Sheffield, construindo a Manor Lodge nos arredores da cidade em 1510 e adicionando uma capela à igreja paroquial em 1520 que serviu de jazigo da família. Memoriais ao quarto e sexto condes de Shrewsbury podem ainda ser vistos na igreja. Em 1569 George Talbot, o sexto conde de Shrewsbury, foi responsabilizado por Maria, Rainha dos Escoceses. Maria era tida como uma ameaça por Elizabeth I, e tinha sido mantida cativa desde a sua chegada a Inglaterra, em 1568.
Talbot trouxe Maria para Sheffield em 1570, e passou maior parte dos catorze anos seguintes no Castelo de Sheffield e nas suas dependências. O parque do castelo estendia-se para além de Manor Lane, onde ainda se encontam vestígios de Manor Lodge. Para além destes, Turret House, um edifício do período elisabetano, que pode ter sido construído para manter a rainha cativa. Uma divisão, que se acredita ter sido da rainha, tem um tecto elaborado em estuque e overmantel, com decorações heráldicas. Durante a Guerra Civil Inglesa, Sheffield mudou de mãos diversas vezes, ficando finalmente nas mãos dos Parlamentares, que demoliram o castelo em 1648.
A revolução industrial trouxe a manufactura de aço em larga escala para Sheffield no século XVIII. Maior parte da cidade medieval foi substituída por uma mescla de edificios Georgianos e Victorianos. Grandes áreas do centro da cidade de Sheffield foram reconstruidas em anos recente, mas entre os edifícios modernos, alguns edifícios antigos foram conservados.

## Sheffield Industrial

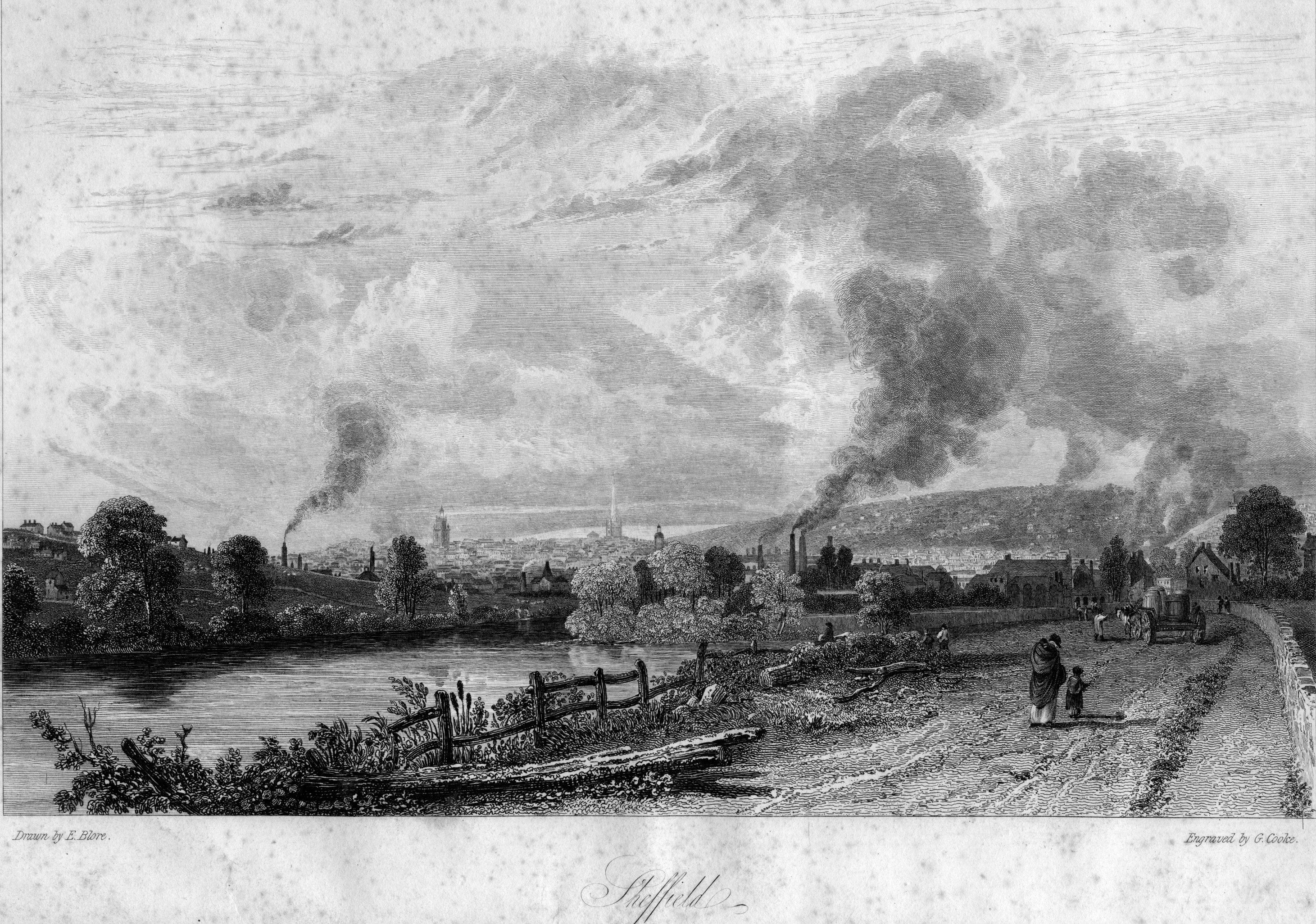
Sheffield visto de Attercliffe Road, c. 1819.

A situação de Sheffield —entre rios com fluxos rápidos e rodeado por colinas, contendo matérias-primas como carvão, minério de ferro, ganister, e pedra de moinho de grão  — tornou-a um local ideal para indústrias  alimentadas por água se desenvolverem. Rodas de água foram construídas para a moagem de milho, mas muitos foram convertidos para a fabricação de facas. Tão cedo quanto o século XIV, Sheffield tornou-se célebre pela produção de facas:
Em 1600, Sheffield era o principal centro de produção de talheres, na Inglaterra, atrás apenas de Londres, e, em 1624,  a Companhia de Cutlers em Hallamshire foi formada para supervisionar o comércio. Exemplos de indústrias de facas e talheres movidos a água deste período podem ser vistos em Abbeydale Industrial Hamlet e Shepherd Wheel, ambos museus em Sheffield.
Cerca de um século mais tarde, Daniel Defoe , no seu livro Um passeio através de toda a ilha da Grã-Bretanha, escreveu:

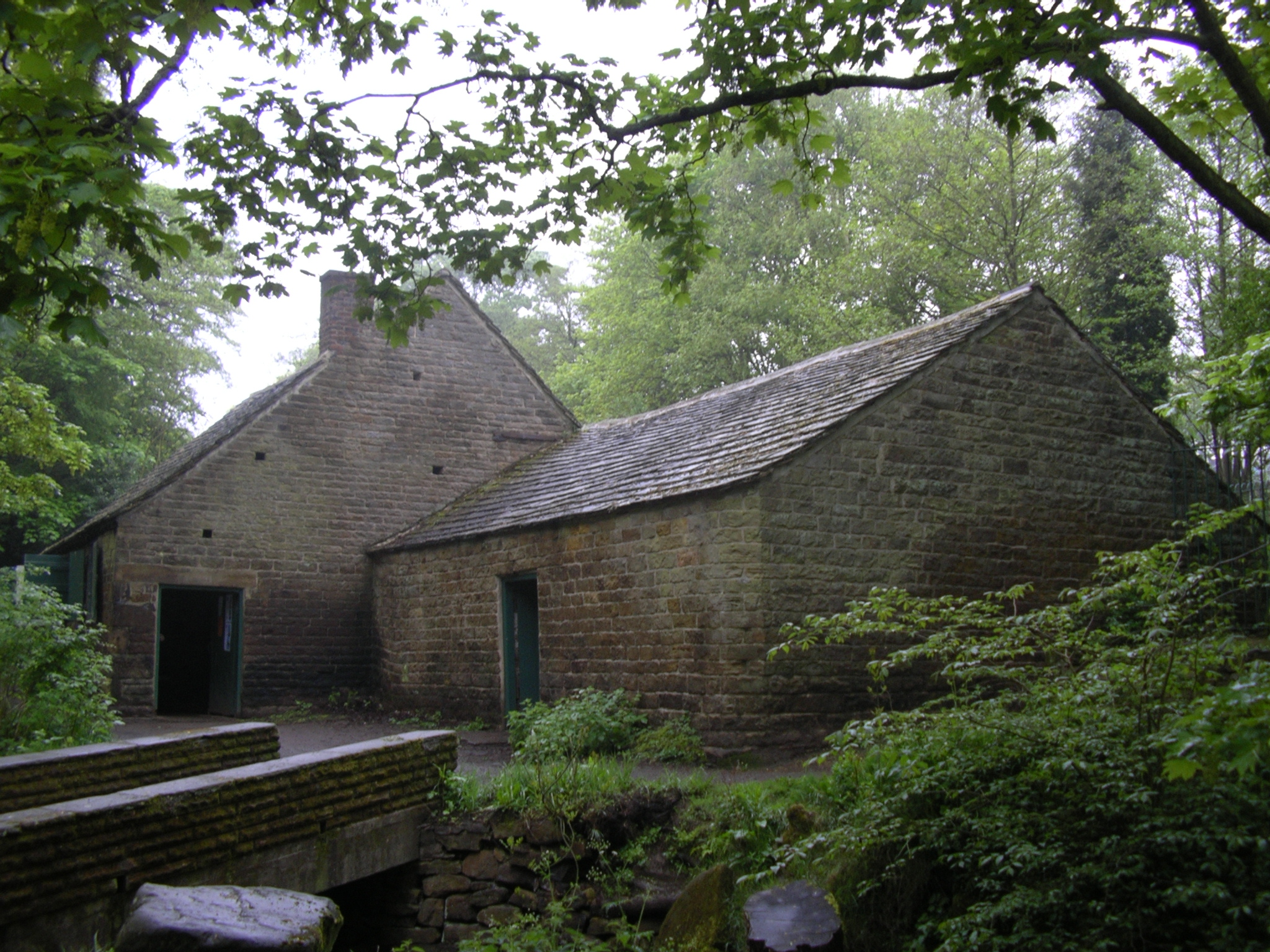
Shepherd Wheel é um exemplo de oficinas de moagem movidas a água que costumavam ser comuns na área de Sheffield.

Na década de 1740 Benjamin Huntsman, um relojoeiro em Handsworth, inventou uma variação do cadinho de aço, processo que permitia fazer aço de melhor qualidade do que as técnicas que existiam previamente. Por volta da mesma altura,Thomas Boulsover inventou uma técnica para a fusão de uma fina película de prata sobre um lingote de cobre, uma técnica de chapeamento de prata, que ficou conhecida como Sheffield plate. Originalmente, o Old Sheffield Plate, enrolado a mão, foi usado para a confecção de botões de prata. Depois, em 1751, Joseph Hancock, anteriormente aprendiz do amigo de Boulsover, Thomas Mitchell, foi pioneiro na utilização da técnica para o fabrico de utensílios de cozinha e de mesa. Hancock prosperou e de 1762-65  construiu os Old Park Silver Mills, movidos a água, na confluência dos rios Loxley e Don. Esta foi uma das primeiras fábricas focadas unicamente num modelo de produção industrial. água alimentado Antigo Parque Moinhos de Prata na confluência do Loxley, e o Don, uma das primeiras fábricas baseadas exclusivamente num sistema de semi-produção industrial. Eventualmente o método de Old Sheffield Plate foi suplantado pela galvanização, que é mais barata, em 1840. Em 1773, foi dado a Sheffield uma silver assay office. No final do século XVIII, Britannia metal, uma liga de estanho, de aparência similar à prata, foi inventado na cidade.

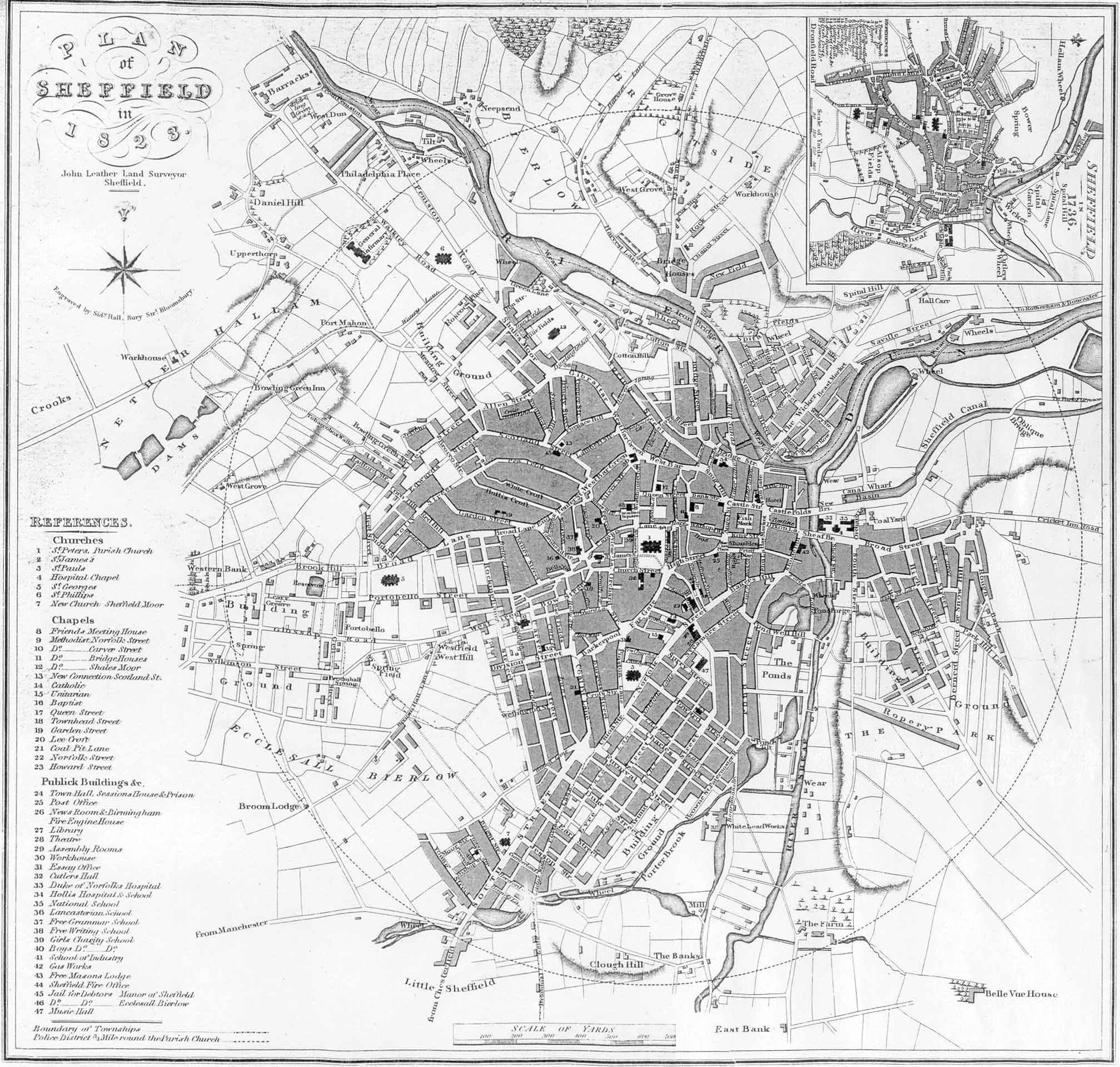
Um mapa de Sheffield, em 1823.

O processo de Huntsman só se tornou obsoleto quando em 1856, Henry Bessemer inventou o conversor de Bessemer, mas a produção com o método do cadinho de aço continuou até meados do século XX para usos especiais, porque o aço de Bessemer não tinha a mesma qualidade. A principal utilização do método de Bessemer foi na fundição dos trilhos das linhas de ferro. Bessemer tinha tentado induzir as siderúrgicas a utilizar a sua melhoria do sistema, mas foi confrontado com uma oposição generalizada, e finalmente foi levado a realizar a exploração do processo por si mesmo. Para este fim ele ergueu uma siderurgia em Sheffield, Gradualmente, a escala de produção foi ampliada, até que se tornou numa concorrência  eficaz, de aço e os comerciantes em geral tornaram-se cientes de que a empresa de Henry Bessemer & Co. estavaa vender a um preço tão reduzido quanto £20 por tonelada. Um dos conversores de bessemer ainda podem  ser vistos em Sheffield, no Kelham Island Museum.
Em 1857 o Sheffield Football Club foi formado, e actualmente a mais antiga clube de associação de futebol. Este foi seguido por um rápido crescimento de equipas de futebol na área.
O aço inoxidável foi descoberto por Harry Brearley , em 1912, nos laboratórios Brown Firth, em Sheffield. O seu sucessor como gerente na Marrom Firth, o Dr. William Hatfield, continuou o trabalho de Brealey. Em 1924, ele patenteou "aço inoxidável 18-8",  que hoje é, provavelmente, a liga mais comum deste tipo.

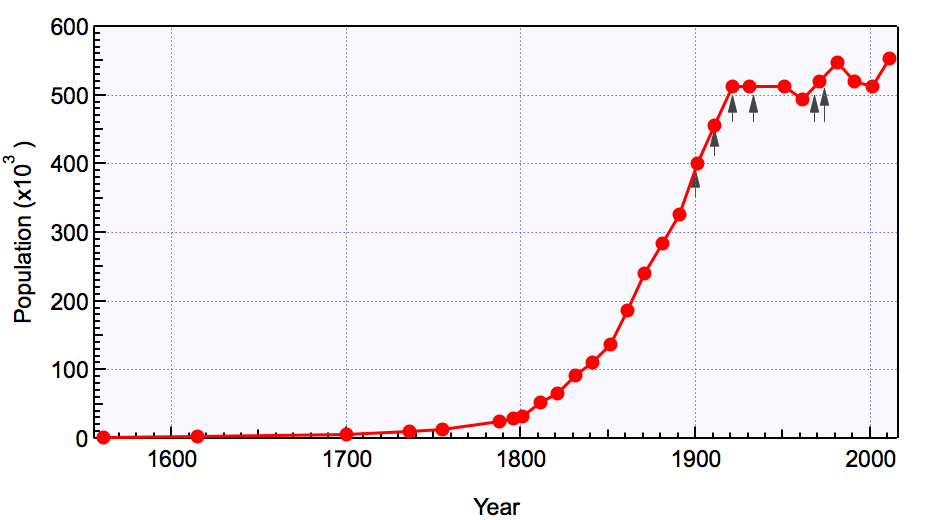
População de Sheffield, 1700-2011.

Estas inovações ajudaram Sheffield a obter um reconhecimento a nível mundial no âmbito da produção de cutelaria; utensílios tais como; a faca bowie foi produzida em massa e enviada para os Estados Unidos. A população da cidade aumentou rapidamente. Em 1736, Sheffield e as suas aldeias circundantes contavam com cerca de 7000 pessoas, em 1801 havia cerca de 60.000, e por volta de 1901, a população havia crescido para 451,195 pessoas.
Este crescimento estimulou a reorganização da governanção da cidade. Antes de 1818, o povoado foi dirigido por uma mistura de corpos. O Sheffield Town Trust e a Church Burgesses, por exemplo, dividiram as responsabilidades para a melhoria das ruas e pontes. No século XIX, ambas as organizações tinham falta de financiamento e lutaram até mesmo para manter a infra-estrutura existente. A Church Burgesses organizou uma reunião pública a 27 de Maio de 1805 e propôs aplicar no Parlamento uma lei para pavimentação, iluminação e de limpeza das ruas da cidade. A proposta foi derrotada.
A ideia de uma Comissão, foi reavivada em 1810, e, mais tarde na década, Sheffield, finalmente, seguiu o modelo adotado por várias outras cidades, e peticionou uma Lei para estabelecer uma Improvement Comission. Isto levou ao Sheffield Improvement Act 1818, que estabeleceu a Comissão e incluída várias outras disposições. Em 1832, a cidade ganhou representação política com a formação de um Concelho Parlamentar. Um Concelho Municipal foi formado sob o Act of Incorporation em 1843, e a este município foi concedido a distinção e o título de "Cidade", por alvará régio, em 1893.

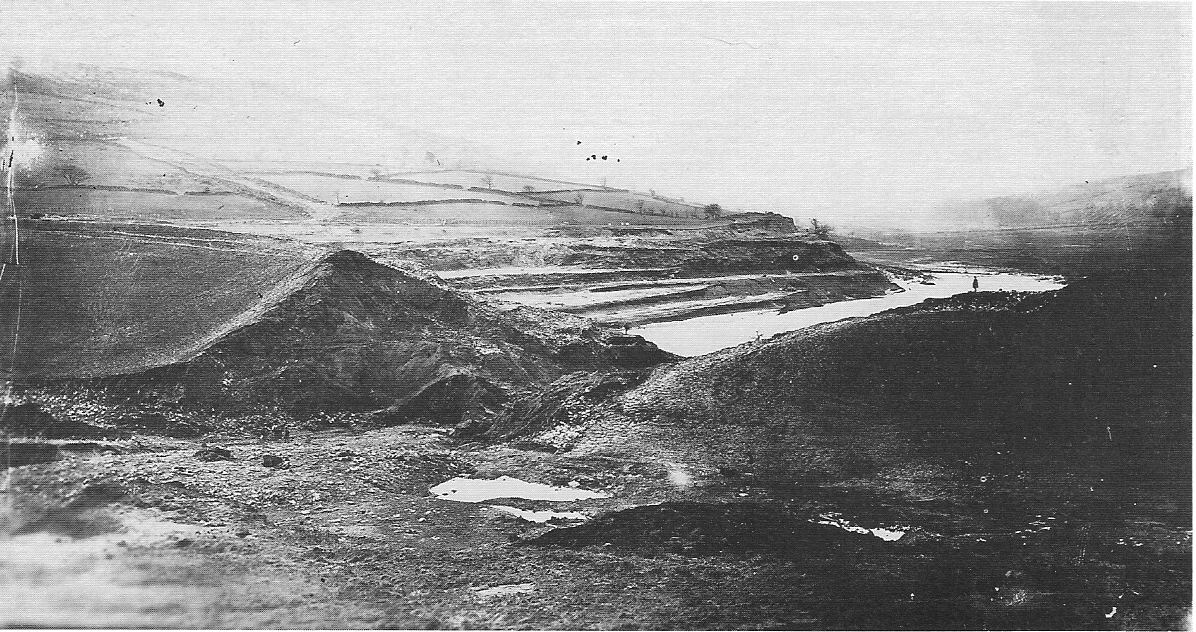
Uma fotografia do Dale Dyke, barragem de aterro, logo após a sua queda, em Março de 1864.

A partir de meados do século XVIII, uma sucessão de edifícios públicos foram construídos na cidade. St Paul's Church, agora demolida, foi um dos primeiros, enquanto a antiga câmara Municipal e o presente Cutlers' Hall estão entre as principais obras do século XIX. O fornecimento de água da cidade foi melhorado pela Sheffield Waterworks Company (Companhia de águas de Sheffield), que construiu reservatórios em torno da cidade. Partes de Sheffield foram devastadas quando, após cinco anos de construção do projeto, o Dale Dyke (barragem) desabou na sexta-feira, 11 de Março de 1864, resultando na Grande Inundação de Sheffield.
A infra-estrutura de transportes de Sheffield também foi melhorada. No século XVIII as estradas turnpike foram construídas para ligar Sheffield a Barnsley, Buxton, Chesterfield, Glossop, Intake, Penistone, Tickhill, e Worksop. Em 1774, uma linha férrea de madeira com 3 milhas (3.2 km) colocada na Nunnery Colliery do duque de Norfolk. Os caminhos de ferro foram destruídos pelos manifestantes, que o viram como parte de um plano para elevar o preço do carvão. Uma linha de ferro de substituição, que usava trilhos em forma de L, foi colocada por John Curr em 1776 e foi um dos primeiros decaminhos-de-ferro de ferro fundido. O Canal de Sheffield, aberto em 1819, permitiu o transporte de mercadorias em grande escala.
Esta foi seguida pela Linha ferroviária de Rotherham e Sheffield  , em 1838, a Linha ferroviária de Sheffield, Ashton-under-Lyne e Manchester , em 1845, e a Midland Railway, em 1870. A Sheffield Tramway foi iniciada em 1873, com a construção de uma horse tram route de Lady's Bridge a Attercliffe. Este percurso foi mais tarde estendido para Brightside e Tinsley, e outras rotas foram construídas para Hillsborough, Heeley, e Nether Edge. Devido às estreitas estradas medievais, as linhas de ferro foram inicialmente banidas do centro da cidade. Uma melhoria do esquema foi aprovada em 1875; Pinstone Street e Leopold Street foram construídos em 1879, e Fargate foi ampliado na década de 1880. O plano de 1875, também conhecido pelo alargamento da High Street; conflitos com os proprietários de imóveis atrasou o processo até 1895.
A produção de aço no século XIX envolvia longas horas de trabalho, em condições desagradáveis que ofereciam poucas ou nenhumas medidas de segurança. Friedrich Engels no seu A Condição da Classe trabalhadora na Inglaterra descreveu, em 1844, as condições predominantes na cidade da época:
Sheffield tornou-se um dos principais centros de organização e agitação da união de comércio no Reino Unido. Na década de 1860, o crescente conflito entre o capital e a força de trabalho provocou a chamada"Sheffield Outrages", que culminou em uma série de explosões e assassinatos realizados pela união de militantes. O Sheffield Trades Counsil organizou uma reunião em Sheffield, em 1866, na qual o United Kingdom Alliance of Organised Trades —um precursor do Trades Union Congress (TUC)—foi fundado.

## Doséculo XXao presente

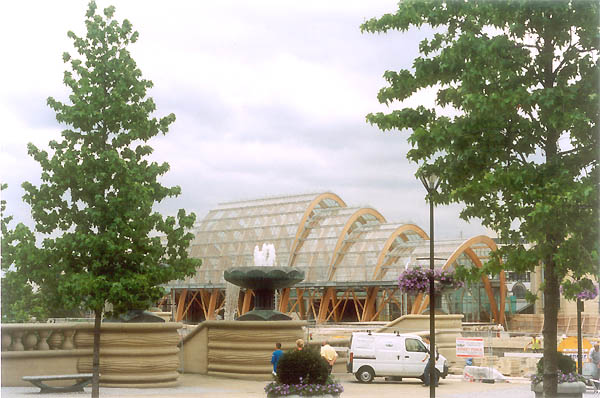
Jardins De Inverno De Sheffield 2005

Em 1914 Sheffield tornou-se uma diocese da Igreja da Inglaterra, e a igreja paroquial tornou-se numa catedral. Durante a Primeira Guerra Mundial, a Batalhão da cidade de Sheffield sofreu pesadas perdas no Somme, e Sheffield em si foi bombardeada por um zeppelin alemão.
A recessão dos anos 1930 foiapenas interrompido pelo aumento das tensões, nomeadamente as que conduziram à Segunda Guerra Mundial. As fábricas de aço de Sheffield foram designadas para a produção de armas e munições para a guerra. Como resultado, uma vez que a guerra foi declarada, a cidade mais uma vez se tornou um alvo dos ataques bombistas. No total, foram 16 incursões em Sheffield, mas foi o pesado bombardeio sobre as noites de 12 e 15 de dezembro de 1940 (agora conhecido como o Sheffield Blitz), que os danos substancias ocorreram. Mais de 660 vidas foram perdidas e vários prédios foram destruídos.
Após a guerra, os anos de 1950 e 1960 viram grandes desenvolvimentos na cidade. O Sheffield Tramway foi fechado, e um novo sistema de estradas, incluindo o Inner Ring Road, foi estabelecido Também por esta altura, muitas das antigas favelas foram removidas e substituídas por programas de habitação, tais como o Park Hill flats, e o Gleadless Valley estate.

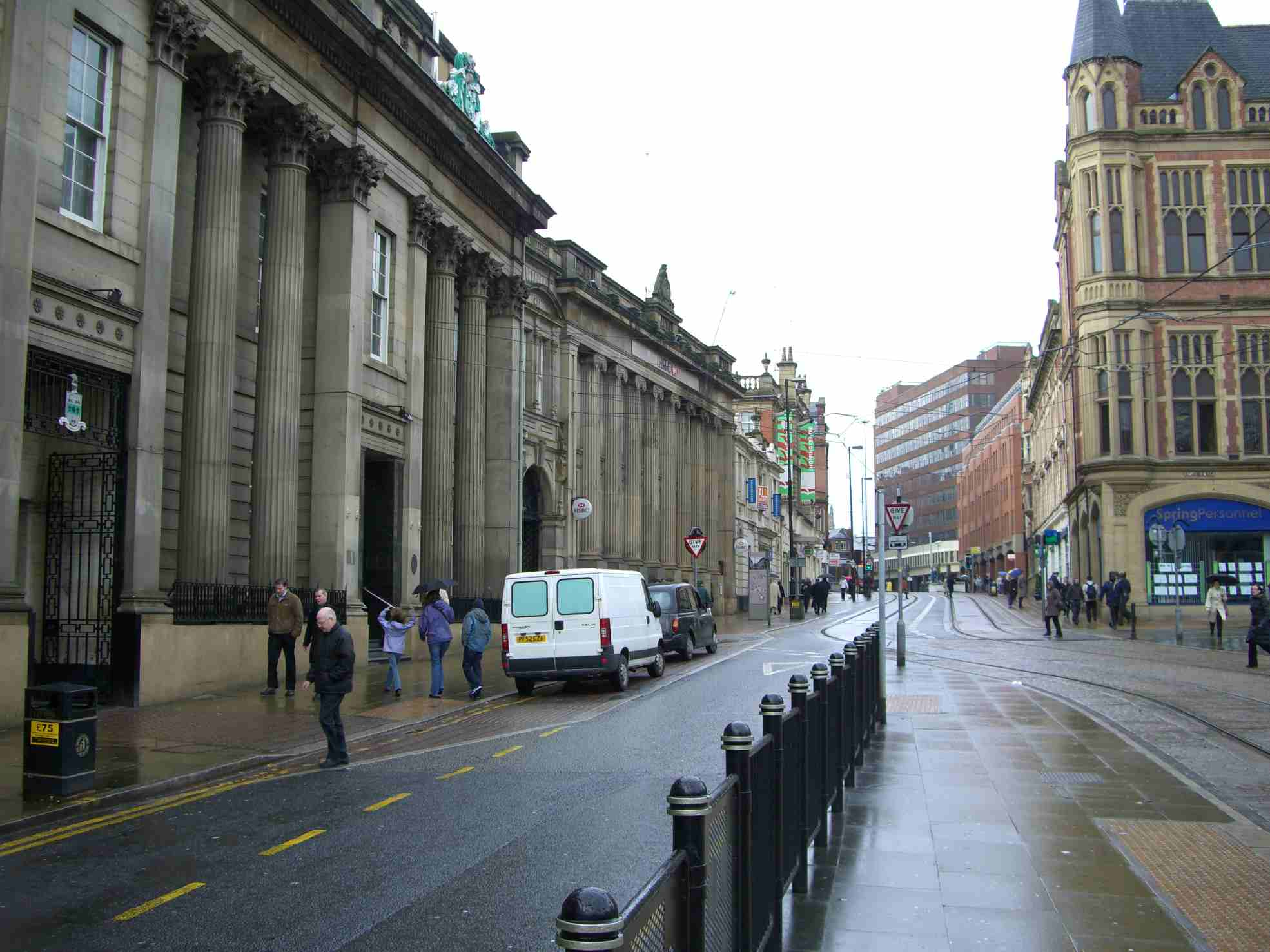
Sheffield contemporânea, Church street.

As indústrias manufactureiras tradicionais de Sheffield (juntamente com as de muitas outras zonas do Reino Unido), entraram em declínio durante o século XX.
A construção do Meadowhall shopping centre no local de uma antiga fábrica de aço, em 1990, foi uma bênção mista; causou a criação de empregos muito necessários, mas acelerou o declínio do centro da cidade. Tentativas para regenerar a cidade foram o pontapé de saída para a hospedagem do Mundial dos Jogos de Estudantes de 1991 e associado à construção de novas instalações desportivas, tais como o Sheffield Arena, Don Valley Stadium e os Ponds Forge complex. Sheffield começou a construção de um sistema ferroviário em 1992, com a primeira secção inaugurada em 1994.
A partir de 1995, o Heart of the City Project tem em vista um conjunto de obras públicas no centro da cidade: Peace Garden foram renovado em 1998, a Millennium Gallery gallery foi inaugurada em Abril de 2001, e uma extensão da prefeitura dos anos 1970 foi demolida em 2002, para abrir caminho para o Winter Garden, que foi inaugurado em 22 de Maio de 2003. Uma série de outros projetos agrupados sob o título Sheffield one, para regenerar todo o centro da cidade.
Em 25 de junho de 2007, inundações causaram milhões de euros de danos a edifícios na cidade e levou à perda de duas vidas.
Em julho de 2013, o projecto Sevenstone, que visa demolir e reconstruir uma grande parte do centro da cidade, e que tinha estado em espera desde 2009, foi adiado e a empresa de desenvolvimento foi descartada. O conselho da cidade está à procura de parceiros para fazer uma nova versão do plano para avançar. Em Abril de 2014, o conselho, juntamente com a Universidade de Sheffield, propôs um plano para reduzir o flagelo de lojas vazias no centro da cidade, oferecendo-as gratuitamente a pequenas empresas numa base mensal.